# Ginger Fish
Kenneth Robert Wilson (n. 28 septembrie 1965, Framingham⁠(d), Massachusetts, SUA), cunoscut sub numele său de scenă Ginger Fish, este un baterist american. Acesta a fost bateristul formației Marilyn Manson în perioada 1995-2011. Numele său reprezintă o combinație a numelor lui Ginger Rogers și Albert Fish.
În prezent, acesta este bateristul formației Rob Zombie.

## Biografie
Ginger Fish s-a născut Kenneth Robert Wilson. Este absolvent al Liceului Chaparral⁠(d) din Paradise, Nevada.
Wilson este bine-cunoscut pentru perioada în care a fost bateristul formației Marilyn Manson, fiind prezent la înregistrarea albumelor Mechanical Animals, Holy Wood (In the Shadow of the Valley of Death) și The Golden Age of Grotesque. De asemenea, era baterist în propria sa formație - numită  Martyr Plot⁠(d) - și a cântat la clape pe albumul Tonight the Stars Revolt!⁠(d) al grupului Powerman 5000⁠(d). În 2011, Wilson a devenit baterist al formației Rob Zombie pentru concertele din Statele Unite, în timp ce Joey Jordison se afla în turneu cu Murderdolls în Marea Britanie.
Pe 23 februarie 2011, Wilson și-a anunțat plecarea din Marilyn Manson. Pe 22 aprilie 2011, Wilson a fost anunțat ca toboșar permanent pentru Rob Zombie.

## Discografie

### Marilyn Manson
- Smells Like Children (1995)
- Antichrist Superstar (1996)
- Remix & Repent (1997)
- Mechanical Animals (1998)
- The Last Tour on Earth (1999)
- Holy Wood (In the Shadow of the Valley of Death) (2000)
- The Golden Age of Grotesque (2003)
- Lest We Forget: The Best Of (2004)
- The High End of Low (2009)

### Rob Zombie
- Venomous Rat Regeneration Vendor (2013)
- Spookshow International: Live (2015)
- The Electric Warlock Acid Witch Satanic Orgy Celebration Dispenser (2016)
- Astro-Creep: 2000 Live (2018)
- The Lunar Injection Kool Aid Eclipse Conspiracy (2021)

## Filmografie
- Marilyn Manson: Coma White (1999)
- Rob Zombie: Ging Gang Gong De Do Gong De Laga Raga (2015)
- Rob Zombie: The Zombie Horror Picture Show (2014)